# Bioakustyka
Bioakustyka – dział akustyki na pograniczu biologii i fizyki, zajmujący się rolą dźwięków w życiu zwierząt. Skupia się przede wszystkim na rozprzestrzenianiu dźwięku w elastycznych, często organicznych, ośrodkach, na jego interpretacji i postrzeganiu przez zwierzęta, z ludźmi włącznie. Wiąże się to z neurofizjologicznymi i anatomicznymi podstawami emisji i odbioru dźwięku. Ponadto bioakustyka zajmuje się badaniem zależności właściwości sygnału dźwiękowego, do rodzaju ośrodka, w jakim ten się porusza. Pozwala to uzyskać informacje o tym, jak przebiegała ewolucja mechanizmów akustycznych, a co za tym idzie ewolucja zwierząt, które ją wykształciły.
W akustyce podwodnej i rybactwie terminem „bioakustyka” określa się też wzmożony rozwój i płodność podwodnej flory i fauny pod wpływem działania sonaru używanego do badań szacunkowych biomasy.
Za ojca nowoczesnej bioakustyki, jako dyscypliny naukowej uważa się słoweńskiego biologa Ivana Regena, którzy początkowo studiował dźwięki wydawane przez owady. Jego badania polegały na rejestrowaniu strydulacji świerszczy za pomocą wyspecjalizowanego mikrofonu. Jednym z jego najważniejszych odkryć było precyzyjne określenie funkcji narządu tympanalnego u owadów uskrzydlonych.